# Dorian Coninx
Dorian Coninx (Échirolles, 28 gennaio 1994) è un triatleta francese.

## Biografia
Ha rappresentato la Francia ai Giochi olimpici estivi di Rio de Janeiro 2016, classificandosi trentaseiesimo nell'individuale. 
Alla sua seconda partecipazione olimpica, a Tokyo 2020 si è piazzato diciassettesimo nella prova individuale ed ha vinto la medaglia di bronzo nella gara a squadre, gareggiando coi connazionali Léonie Périault, Cassandre Beaugrand e Vincent Luis.

## Palmarès
- Giochi olimpici

Tokyo 2020: bronzo a squadre;
- Giochi mondiali militari

Wuhan 2019: argento a squadre; bronzo nell'individuale;